# Jiang Wen

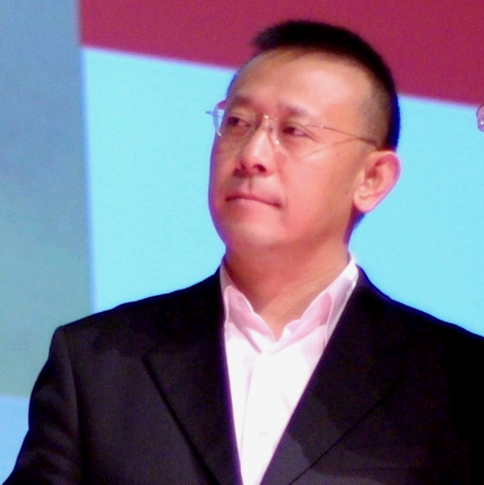
Jiang Wen beim festival du film asiatique de Deauville 2008

Jiang Wen (chinesisch 姜文, Pinyin Jiāng Wén; * 5. Januar 1963 als 姜小軍 / 姜小军,  Jiāng Xiǎojūn in Tangshan, in der Provinz Hebei) ist ein chinesischer Schauspieler und Regisseur. Internationale Bekanntheit erlangte er unter anderem durch den Film Rotes Kornfeld des Regisseurs Zhang Yimou und durch Rogue One: A Star Wars Story. Sein jüngerer Bruder Jiang Wu ist ebenfalls Schauspieler.

## Biografie
Jiang wuchs in der Industriestadt Tangshan der chinesischen Provinz Hebei als Kind von Jiang Hongqi (姜洪齐) und Gao Yang (高阳) auf. Seine Geschwister sind sein jüngerer Bruder Jiang Wu und seine Schwester Jiang Huan. Er spielte vorwiegend in chinesischen Filmen mit, übernahm aber auch Rollen in westlichen Werken. So spielte er in Rogue One: A Star Wars Story, dem ersten Star-Wars-Spin-off, den Wächter und Kämpfer der Rebellenallianz Baze Malbus.
2017 wurde er in die Academy of Motion Picture Arts and Sciences (AMPAS) aufgenommen, die jährlich die Oscars vergibt.
Wen war von 1997 bis 2005 mit Sandrine Chenivisse verheiratet, seitdem ist er mit der Schauspielerin Yun Zhou (周韵) verheiratet. Er hat aus beiden Ehen je ein Kind.

## Filmografie (Auswahl)

### Als Regisseur
- In the Heat of the Sun (1997)
- Taiyang zhaochang shenqi (2007)
- New York, I Love You (2009)

### Als Schauspieler
- Hibiscus Town – Furong Zhen(1986)
- Rotes Kornfeld (1987)
- In the Heat of the Sun (1997)
- Devils on the Doorstep – Guizi Lai Le (2000)
- Let the Bullets Fly – Tödliche Kugeln (2010)
- Rogue One: A Star Wars Story (2016)

## Auszeichnungen (Auswahl)
- 2000: Großer Preis der Jury mit Devils on the Doorstep – Guizi Lai Le
- 2005: Hong Kong Film Award für die hundert besten chinesischen Filme (Platz 17 mit In the Heat of the Sun)
- 2005: Hong Kong Film Award für den besten Film (Platz 86 mit Hibiscus Town)
- 2011: Hong Kong Film Directors’ Guild Awards für den besten ausländischen Regisseur des Jahres (mit Ann Hui, Tsui Hark)